# Campephilus pollens
El picamaderos poderoso (Campephilus pollens), también conocido como carpintero gigante, carpintero poderoso o pito grande de vientre canela, es una especie de ave piciforme de la familia Picidae. Habita en bosques húmedos de los Andes. Generalmente se encuentra en elevaciones más altas que cualquier otro gran pájaro carpintero.
Es una especie de gran tamaño, 33-38 cm de largo, poco conocida, un pariente cercano al picamaderos picomarfil (Campephilus principalis) de América del Norte.

## Subspecies
Se reconocen dos subespecies:
- Campephilus pollens peruvianus (Cory, 1915)
- Campephilus pollens pollens (Bonaparte, 1845)